# In Concert with the London Symphony Orchestra
In Concert with the London Symphony Orchestra är ett CD-album och en DVD-video från en konsert med Deep Purple, med flera. Konserten genomfördes som ett 30-årsjubileum för uruppförandet av Jon Lords musikstycke "Concerto for Group and Orchestra".
1969 dirigerade Malcolm Arnold orkestern, 30 år senare var Paul Mann dirigent.
Förutom Deep Purple medverkade bland andra Steve Morse Band, Sam Brown och Ronnie James Dio. 

## Medverkande
- Ian Gillan  - sång
- Steve Morse - gitarr
- Roger Glover - bas
- Jon Lord - keyboard
- Ian Paice - trummor
- Paul Mann - dirigent

- Aitch McRobbie - sång
- Margo Buchanan - sång
- Pete Brown - sång
- Mario Argandona - sång, percussion
- Sam Brown - sång, solo på "Wait A While"
- Miller Anderson - sång på "Pictured Within"
- Ronnie James Dio - sång på "Sitting In A Dream", "Love Is All"
- Graham Preskett - violin på "Love Is All"
- Steve Morris - gitarr på "That's Why God Is Singing The Blues"
- Eddie Hardin - piano på "Love Is All"
- Annie Whitehead - trombon
- Paul Spong - trumpet, flygelhorn
- Roddy Lorime - trumpet, flygelhorn
- Simon C. Clarke - baryton, altsax, flöjt
- Tim Sanders - tenor, sopransax
- Dave LaRue - bas
- Van Romaine - trummor

## Innehåll DVD-video
1. "Pictured Within"
2. "Wait a While"
3. "Sitting in a Dream"
4. "Love Is All"
5. "Wring That Neck"
6. "Concerto for Group and Orchestra, Movement I"
7. "Concerto for Group and Orchestra, Movement II"
8. "Concerto for Group and Orchestra, Movement III"
9. "Ted the Mechanic"
10. "Watching the Sky"
11. "Sometimes I Feel Like Screaming"
12. "Pictures of Home"
13. "Smoke on the Water"

## Innehåll CD-album

### Skiva 1
1. "Pictured Within" (Jon Lord) – 8:38
2. "Wait a While" (Lord, Sam Brown) – 6:44
3. "Sitting in a Dream" (Roger Glover) – 4:01
4. "Love Is All" (Glover, Eddie Hardin) – 4:40
5. "Via Miami" (Ian Gillan, Glover) – 4:51
6. "That's Why God Is Singing the Blues" (Dave Corbett) – 4:02
7. "Take It off the Top" (Steve Morse) – 4:43
8. "Wring That Neck" (Ritchie Blackmore, Nick Simper, Lord, Ian Paice) – 4:38
9. "Pictures of Home" (Gillan, Blackmore, Glover, Lord, Paice) – 9:56

### Skiva 2
1. "Concerto for Group and Orchestra, Mov. 1" (Lord) – 17:03
2. "Concerto for Group and Orchestra, Mov. 2" (Gillan, Lord) – 19:43
3. "Concerto for Group and Orchestra, Mov. 3" (Lord) – 13:28
4. "Ted the Mechanic" (Gillan, Morse, Glover, Lord, Paice) – 4:50
5. "Watching the Sky" (Gillan, Morse, Glover, Lord, Paice) – 5:38
6. "Sometimes I Feel Like Screaming" (Gillan, Morse, Glover, Lord, Paice) – 7:44
7. "Smoke on the Water" (Gillan, Blackmore, Glover, Lord, Paice) – 6:43